# Classe D'Iberville
La classe D'Iberville (du nom de l'explorateur et marin Pierre Le Moyne, sieur d'Iberville et d'Ardillières) est une classe de trois aviso-torpilleurs  de la marine nationale française construite avant la Première Guerre mondiale.

## Conception
Les trois navires sont plus lourds, plus grands et avec une artillerie plus importante que les précédents de classe Lévrier.
Le D'Iberville  possède six tubes lance-torpilles à l'origine, les autres n'en possèdent que trois. En 1899, ils seront tous retirés sur le premier navire, et les deux autres n'en garderont que deux.

## Service
- Le Casabianca et le Cassini subissent une refonte entre 1911 et 1912 pour être transformés en mouilleur de mines. Malgré leur peu d'aptitudes, ils sont maintenus en service en 1914. Le Casabianca explose à cause d'une de ses propres mines le 3 juin 1915 au large de Smyrne et le Cassini saute sur une mine larguée par un U-Boot allemand le 28 février 1917 dans le détroit de Bonifacio.
- Le D'Iberville, après des missions outre-mer (Sénégal, Indochine, Chine et Japon), rejoint la mer Méditerranée pour patrouiller devant les côtes algériennes jusqu'en 1917. Il est retiré du service en 1922 pour démolition. Il a participé au combat inégal de Poulo Pengang en Malaisie, au cours duquel il tenta en vain d'intercepter le croiseur allemand SMS Emden (1908) qui venait de couler le contre-torpilleur français Mousquet et ne peut que recueillir quelques survivants.

## Unités
| Nom         | Chantier                                                | Lancement         | Service effectif | Fin de service           |
| ----------- | ------------------------------------------------------- | ----------------- | ---------------- | ------------------------ |
| Casabianca  | Forges et chantiers de la Gironde à Bordeaux, Cherbourg | 21 septembre 1895 | décembre 1898    | coulé le 3 juin 1915     |
| Cassini     | Forges et chantiers de la Méditerranée du Havre         | 5 juin 1894       | janvier 1895     | coulé le 20 février 1917 |
| D'Iberville | Ateliers et chantiers de la Loire de Nantes             | 11 septembre 1893 | juin 1894        | retiré le 7 juin 1920    |